# Situl arheologic de la Mera
Situl arheologic de la Mera (situat pe "Dealul Cetății), județul Cluj, este înscris pe lista monumentelor istorice din județul Cluj elaborată de Ministerul Culturii și Patrimoniului Național din România în anul 2010.